# A Soft-Hearted Killer Collection
A Soft-Hearted Killer Collection från 1997 är ett samlingsalbum av sångaren Freddie Wadling. Materialet kommer från album med Fläskkvartetten och Blue for Two, tidigare utgivet 1986–96. Ett bonusspår från en singel med gruppen H-A-L-O finns också med.

## Låtförteckning
1. Over the Rainbow (Harold Arlen/Yip Harburg) – 4:07
2. Fading Like a Dream (Fläskkvartetten/Freddie Wadling/Lizzie Zachrisson) – 4:47
3. Stay Casey (Henryk Lipp/Freddie Wadling) – 4:37
4. Dancing Madly Backwards (Fläskkvartetten/Stina Nordenstam/Freddie Wadling) – 5:08
5. Matter Doesn't Matter (Freddie Wadling) – 2:49
6. Evil Eye (Henryk Lipp/Freddie Wadling) – 4:09
7. I Can Dig You When I Smoke My Cigarette (Fläskkvartetten/Freddie Wadling) – 4:28
8. Eye of a Storm (Henryk Lipp/Freddie Wadling) – 5:01
9. Evil (Fläskkvartetten/Freddie Wadling/Lizzie Zachrisson) – 4:01
10. Plugging Him into the Wall (Fläskkvartetten/Freddie Wadling) – 5:42
11. I'm the Walrus (John Lennon/Paul McCartney) – 5:08
12. Essential Sex (Henryk Lipp/Freddie Wadling/Anders Holm) – 4:29
13. Walk (Freddie Wadling) – 3:49
14. International (Tom Leer) – 3:39
15. Eyes Fly (Edward Graham Lewis/Örjan Örnkloo) – 5:01

## Ursprunglig utgivning
Album med Fläskkvartetten
What’s Your Pleasure? (1988) – spår 1, 10
Goodbye Sweden (1990) – spår 7, 11
Fläskkvartetten featuring Freddie Wadling med Västerås Symfoni 1:a (1992) – spår 5
Flow (1993) – spår 4, 13
Fire Fire (1996) – spår 2, 9
Album med Blue for Two
Blue for Two (1986)– spår 12
Songs from a Pale and Bitter Moon (1988) – spår 3, 6, 8
Earbound (1994)– spår 14
Singel med H-A-L-O
The Fear Grows med H-A-L-O (1994) – spår 15

## Medverkande
- Freddie Wadling – sång
- Fläskkvartetten (spår 1, 2, 4, 5, 7, 9–11, 13)
  - Jonas Lindgren – violin
  - Örjan Högberg – viola
  - Mattias Helldén – cello
  - Sebastian Öberg – cello
  - Christian Olsson – slagverk
- Blue for Two (spår 3, 6, 8, 12, 14)
  - Freddie Wadling – sång
  - Henryk Lipp – flera instrument
  - med flera musiker
- H-A-L-O (spår 15)
  - Örjan Örnkloo
  - Graham Lewis
- Stina Nordenstam – sång (spår 13)
- Västerås Sinfonietta (spår 5)